# Bella (Orang-Utan)
Bella (geb. 1961) ist der derzeit (2022) älteste Orang-Utan der Welt. Sie wurde im Juni 2021 in das Guinness Buch eingetragen. Der älteste bekannte Orang-Utan erreichte ein Alter von 62 Jahren. In der Natur liegt die Lebenserwartung bei ca. 50 Jahren. Im Alter von 60 Jahren adoptierte Bella nochmals ein verwaistes Orang-Utan-Baby (Berani).
Seit 1964 lebt das Sumatra-Orang-Utan-Weibchen im Tierpark Hagenbeck in Hamburg. In dieser Zeit bekam sie sechs leibliche Junge und war Adoptiv-Mutter für drei weitere Junge. Außerdem war sie über Jahrzehnte die Anführerin der Orang-Utan-Gruppe. 2021 hat sie nur noch drei Zähne und bekommt daher nur sehr weiche Nahrung. Das Füttern des Adoptiv-Jungen übernehmen die Tierpfleger. Dessen Mutter Conny war am 14. September 2020, einen Tag nach der Geburt des Jungen, an einem Herzfehler gestorben.